# Africada palatal sorda
La africada palatal sorda es un tipo de sonido consonántico utilizado en algunos idiomas hablados. Los símbolos en el Alfabeto Fonético Internacional que representan este sonido son  <</c͡ç/ y /c͜ç/>> 

## Características
Características de la africada palatal sorda:
- Su modo de articulación es africada, lo que significa que se produce al detener primero el flujo de aire por completo (oclusión), y luego permitir que el aire fluya a través de un canal restringido en el lugar de la articulación, causando turbulencia (fricación). No es un sibilante .
- Su punto de articulación es palatal, lo que significa que se articula con la parte media o posterior de la lengua elevada al paladar duro. La variante postpalatal, por lo demás idéntica, se articula ligeramente detrás del paladar duro, haciendo que suene un poco más cerca del velar [ k͡x ] .
- Es una consonante sorda, lo que significa que se produce sin vibraciones de las cuerdas vocales. En algunos idiomas, las cuerdas vocales se separan activamente, por lo que siempre está sin voz; en otros, los cables son laxos, de modo que puede asumir la sonoridad de sonidos adyacentes.
- Es un consonante oral, la cual el aire significa que se permite escapar a través de solamente la boca.
- Es una consonante central, lo que significa que se produce al dirigir la corriente de aire a lo largo del centro de la lengua, en lugar de a los lados.
- El mecanismo del flujo de aire es pulmonar, lo que significa que se articula empujando el aire únicamente con los pulmones y el diafragma, como en la mayoría de los sonidos.

- Datos: Q6453716